# Genista desoleana
Genista desoleana är en ärtväxtart som beskrevs av Vals. Genista desoleana ingår i släktet ginster, och familjen ärtväxter. Inga underarter finns listade i Catalogue of Life.